# Mycetinis
Mycetinis es un género de hongos en la familia Omphalotaceae. El género contiene ocho especies anteriormente clasificadas como Marasmius.

## Especies
| Imagen | Nombre                 | Notas                               | Distribución                                                              |
| ------ | ---------------------- | ----------------------------------- | ------------------------------------------------------------------------- |
|        | Mycetinis alliaceus    | Especie tipo                        | Europa                                                                    |
|        | Mycetinis applanatipes |                                     | América del Norte                                                         |
|        | Mycetinis copelandii   |                                     | América del Norte                                                         |
|        | Mycetinis curraniae    |                                     | Nueva Zelanda                                                             |
|        | (Mycetinis epidryas)   | Sinónimo de Rhizomarasmius epidryas | Ártico (Europa, Canadá y Alaska)                                          |
|        | Mycetinis kallioneus   |                                     | Ártico (Groenlandia y Svarlbard)                                          |
|        | Mycetinis opacus       |                                     | América del Norte                                                         |
|        | Mycetinis querceus     |                                     | Europa, norte de África                                                   |
|        | Mycetinis salalis      |                                     |                                                                           |
|        | Mycetinis scorodonius  |                                     | Principalmente Europa, también norte de África, América del norte, Israel |